# Cazan

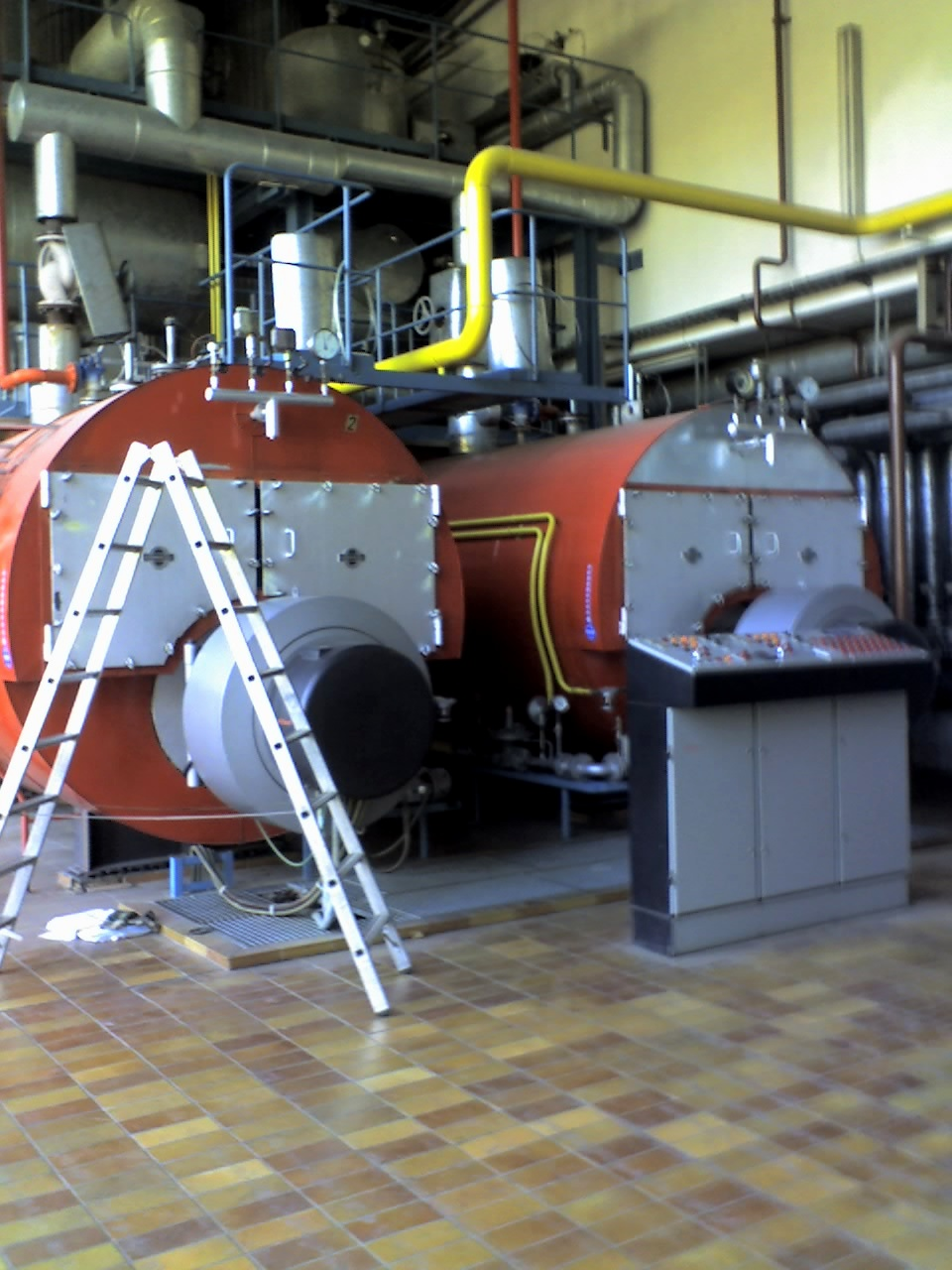
Cele două cazane ignitubulare, cu tub de flacără, cu trei drumuri de gaze, ale Staatsbad Bad Steben GmbH.

Un cazan este un vas închis în care este încălzită  apa sau alt fluid (agent termic). Fluidul  încălzit sau  vaporizat este folosit la  încălzirea centrală sau în diferite aplicații termice industriale, ca diferite  procese tehnologice, termoficare, producere de energie electrică etc.